# Baritose
Baritose is een goedaardige vorm van pneumoconiose (stoflong) met als veroorzaker bariumstof. De ziekte treedt dus alleen op bij mensen die beroepshalve met bariumerts omgaan onder slechte hygiënische omstandigheden, zoals mijnwerkers. In Nederland komt dit naar valt aan te nemen niet voor.